# Ascidia challengeri
Ascidia challengeri är en sjöpungsart som beskrevs av William Abbott Herdman 1882. Ascidia challengeri ingår i släktet Ascidia och familjen Ascidiidae.
Artens utbredningsområde är Södra Ishavet. Inga underarter finns listade i Catalogue of Life.